# Toxostoma guttatum
El cuitlacoche de Cozumel (Toxostoma guttatum) es una especie de ave paseriforme de la familia Mimidae endémica de la isla de Cozumel, junto a la península de Yucatán, en México. Se cree que es la especie de ave en grave peligro de extinción en México, si es que todavía existe, lo cual es probable pero no seguro.
Esta ave está estrechamente relacionada con el cuitlacoche pico largo y marrón. Ha sido generalmente descrito como tímido, pero ha habido descripciones de lo contrario. Una vez fue abundante en todo Cozumel antes de que dos huracanes afectaran en gran medida su número. También se cree que las especies invasoras han afectado a la población del cuitlacoche, por lo que está catalogada como en pelígro crítico por la UICN.

## Taxonomía
El cuitlacoche de Cozumel fue descrito por primera vez como Harporhynchus guttatus por Robert Ridgway en 1885. Ha sido descrito como una subespecie de su pariente el cuitlacoche pico largo, pero se consideró una especie separada cuando se determinó en 1998. estudio que difería genéticamente en más del cinco por ciento tanto del cuitlacoche pico largo como del marrón. En el mismo estudio se determinó que era el miembro basal del grupo rufum de cuitlacoches Toxostoma. El pájaro es monotípico.

## Descripción
El cuitlacoche mide de 21,5 a 24 cm de largo. El adulto tiene la corona, la espalda, los hombros y la rabadilla de color marrón que se vuelve más rojo en su tinte en la parte inferior de la espalda y la rabadilla. Las coberteras mayores y menores son de un marrón cálido con puntas blancas ocultas, precedidas por una barra negra. Las primarias y secundarias son de color marrón grisáceo con bandas externas de color marrón rojizo cálido. Las timoneras también tienen un color marrón cálido. Los lores y las coberteras de las orejas son de un marrón grisáceo moteado. El mentón y la garganta son de un color blanquecino con una franja malar parcial negruzca. El pecho es de color blanco anteado con manchas negras marcadas en forma de lágrima. El vientre es blanquecino y los flancos tienen puntos negros más grandes. Su cloaca es anteada y la parte inferior del ala es blanca anteada con marcas más oscuras. El iris es amarillo, el pico es de color marrón grisáceo y las patas son de color marrón con un tinte opaco. No se ha registrado el plumaje de los juveniles, pero presumiblemente es similar en desarrollo a la edad adulta como el cuitlacoche pico largo y marrón.

### Especies similares
El cuitlacoche de Cozumel es similar en apariencia al cuitlacoche de pico largo (26,5 a 29 cm de largo), pero es más pequeño, de color más oscuro, tiene un pico más negro y las marcas están más definidas. No coexiste ninguna otra especie de cuitlacoche en la isla, pero lo más probable es que se confunda con el zorzal común migratorio. El zorzal común se diferencia por la falta de barras en las alas, un pico más corto y una forma diferente.

## Distribución y hábitat
La distribución del cuitlacoche está restringida a la Isla Cozumel que tiene 45 km de largo y 20 km de ancho. 
Se cree que las preferencias de hábitat para el cuitlacoche son los bosques caducifolios y semicaducifolios bajos y medianos. Es posible que alguna vez haya sido más abundante en los bordes de los bosques adyacentes a los claros.

## Comportamiento y ecología
El cuitlacoche es predominantemente terrestre y escurridizo y, como todos los miembros del género Toxostoma, puede recurrir a correr en lugar de volar cuando se asusta. Los ornitólogos Ludlow Griscom y Raymond A. Paynter, Jr. habían notado su comportamiento secreto, pero James Bond no. 
El canto se describe como un gorjeo rico y variado, ligeramente áspero y con pocas repeticiones. Bond describió su nota de alarma como similar a la del cuitlacoche marrón.

## Estado de conservación
El número de esta especie disminuyó rápidamente cuando el huracán Gilbert azotó esta isla el 14 de septiembre de 1988. Hasta que fue avistada en junio de 2004, esta ave había sido vista por última vez en 1995, el mismo año en que el huracán Roxanne azotó Cozumel el 11 de octubre, y se creía ampliamente que se había extinguido. 
Todavía no está claro qué daños causó el impacto de los huracanes Emily y Wilma en 2005; parece que el ave ya no se encontró durante una inspección en diciembre de 2006 
La consulta de la población local había sugerido que la especie probablemente se encontraría cerca de las ruinas mayas de San Gervasio. 
Los últimos avistamientos no confirmados fueron en abril de 2006, donde se avistó un aparente T. guttatum en el Club de Golf de Cozumel; en octubre y diciembre de 2007, también se observaron cuitlacoches, pero no pudieron identificarse de manera confiable como T. guttatum. Los esfuerzos de reubicación continúan; aunque al menos unas pocas aves parecen sobrevivir, la existencia continua de esta especie no se había verificado hasta enero de 2008. 
Algunos científicos creen que otros factores deben haber contribuido al declive del ave, porque el cuitlacoche de Cozumel probablemente sobrevivió a los huracanes durante milenios. Las especies introducidas, incluidas las boas constrictoras depredadoras, que fueron liberadas en la isla en 1971 y ahora son abundantes, también pueden haber tenido un impacto negativo y perjudicial sobre esta ave.